# Kvarteret Skravelberget mindre

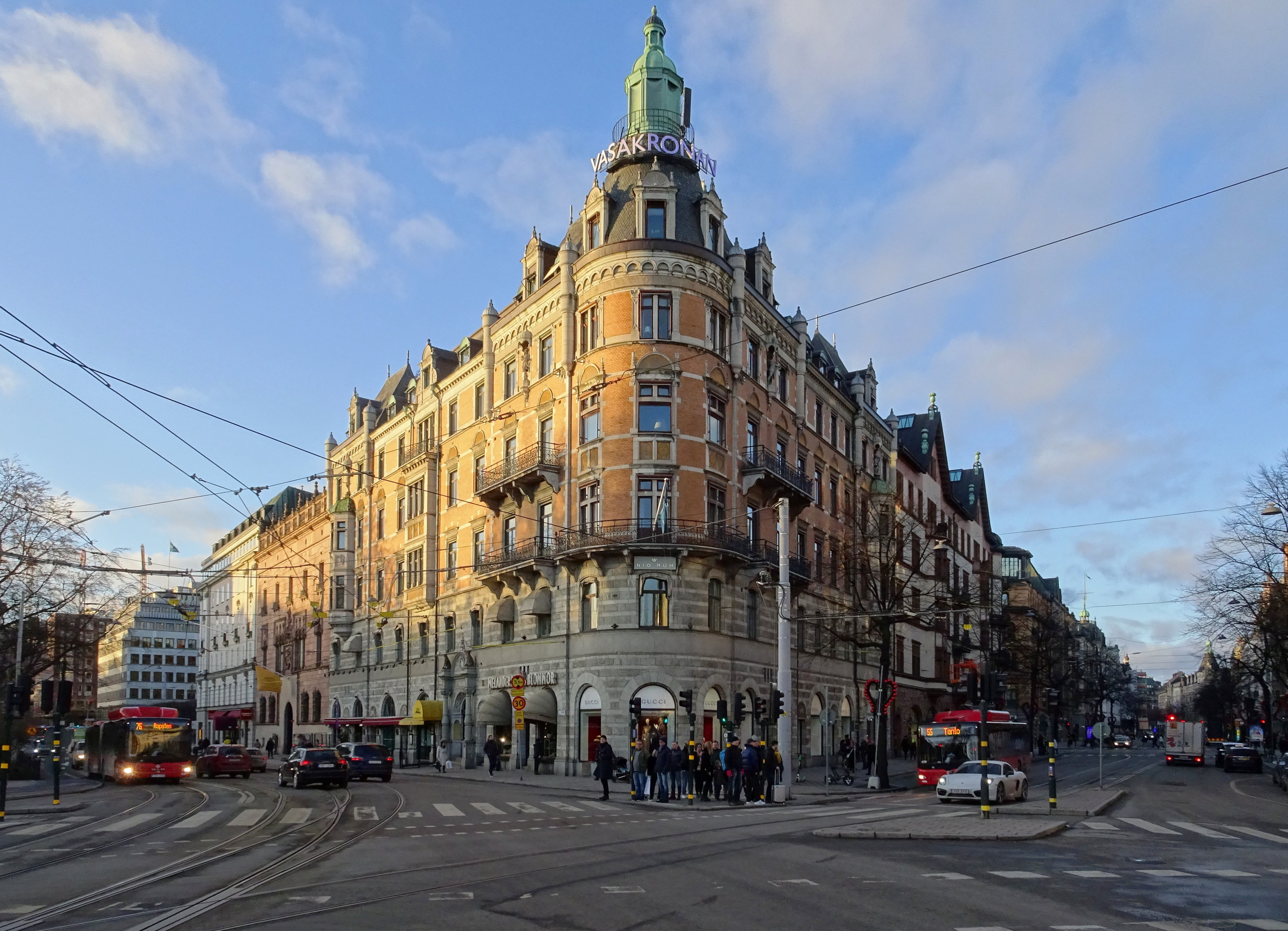
Skravelberget mindre vy från Nybroplan, "porten" till Birger Jarlsgatan, Hamngatan går till vänster, januari 2020.

Kvarteret Skravelberget mindre ligger på Norrmalm i Stockholm. Det mycket centralt belägna kvarteret omges av Birger Jarlsgatan i öster, Hamngatan i söder, Norrmalmstorg i väster och Smålandsgatan i norr. Kvarteret består idag av fem fastigheter: Skravelberget mindre 9, 11, 12, 23 och 15. 

## Historik
Kvartersnamnet ”Skravelberget” omnämns redan på 1660-talet i stadsingenjören Anders Torstenssons tomtbok som ”Skraffelberget”. Troligen fanns här ett berg som var skrovligt eller en kulle med lössten – skravel – och namnet påminner om de geografiska förhållanden som på 1600-talet rådde vid Packaretorget (nuvarande Norrmalmstorg). På 1700-talets början och Petrus Tillaeus tid var dagens Skravelberget mindre (karta 1733, nr 23: Skrafwelberget mindre) till sin största del ett vattenområde av Packaretorgsviken. 
Genom torrläggningar och omfattande utfyllningar skapades under 1700- och 1800-talen mark för nya gator, torg och kvarter och Skravelberget mindre sträckte sig österut ända fram till Nybrogatan. Under slutet av 1800-talet delades Skravelberget mindre i en östra och en västra del när Birger Jarlsgatan, Stockholms nya praktgata, drogs fram rakt över kvarteret och dess bebyggelse. Den östra delen kom därefter att utgöra ett eget kvarter (se kvarteret Matrosen).

Skravelberget mindre inom blå markering
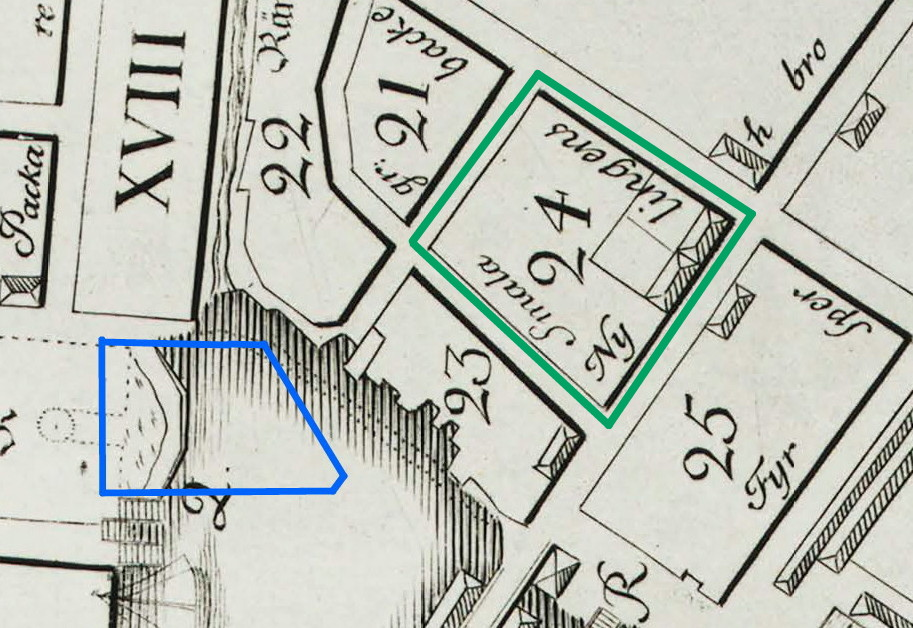
1733.
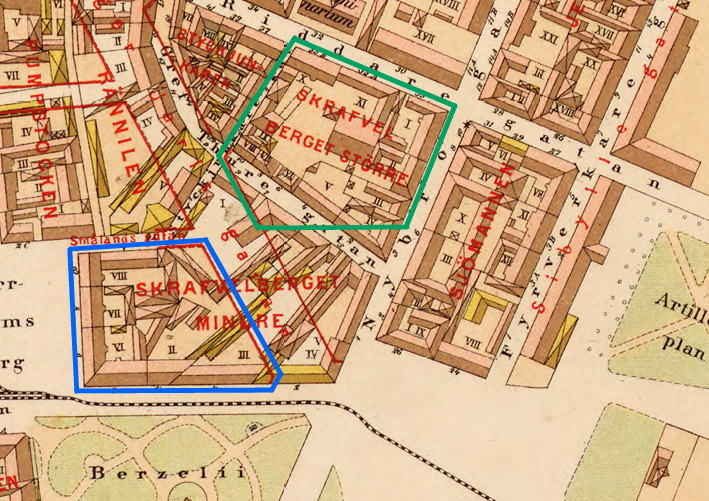
1885.
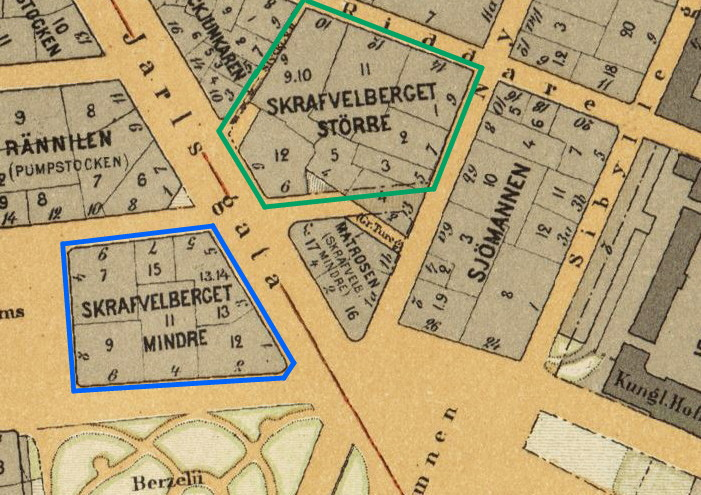
1899.
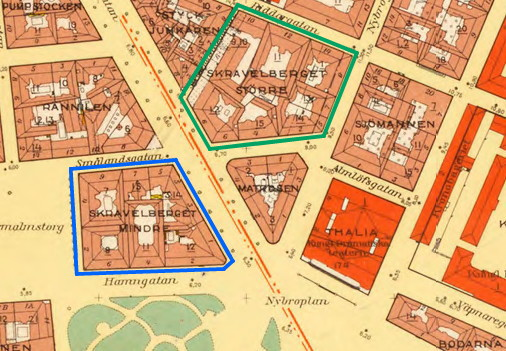
1940.

## Bebyggelsen

### Allmänt
Under slutet av 1880- och början av 1890-talet revs den äldre bebyggelsen och kvarteret indelades i sex tomter med nummer 7, 9, 11, 12, 13+14 (hopslaget) och 15. Bebyggelsen mot Norrmalmstorg bestod av stenhus i två våningar. Vid Hamngatan 4 låg värdshuset ”Norrmalmskällaren” och i anslutning till den några fallfärdiga trälängor som kallades ”Hammerska rucklen”. De hade sitt namn efter den förmögne juveleraren och konstsamlaren Christian Hammer som förvärvat området på spekulation för 170 000 kronor. Han hade köpt flera tomter med strategiskt läge längs den planerade Birger Jarlsgatan och Skravelberget mindre var en av dem. När Birger Jarlsgatan sedan anlades fick Stockholms stad betala 750 000 kronor för marken.
Mellan 1883 och 1898 uppfördes kvarterets mycket exklusiva stenhus ritade av dåtidens kända arkitekter. Skravelberget mindre 12 ligger längst ut i kvarterets sydöstra hörn och bildade tillsammans med Matrosen 2 den nya och kraftfulla porten till Birger Jarlsgatan. Tre fastigheter (11, 12 och 15)  anses av Stadsmuseet i Stockholm representerar "synnerligen höga kulturhistoriska värden" och är blåmärkta. Två fastigheter (9 hus 2 och 13) är grönmärkta vilket innebär "särskilt värdefull från historisk, kulturhistorisk, miljömässig eller konstnärlig synpunkt".

Historiska bilder
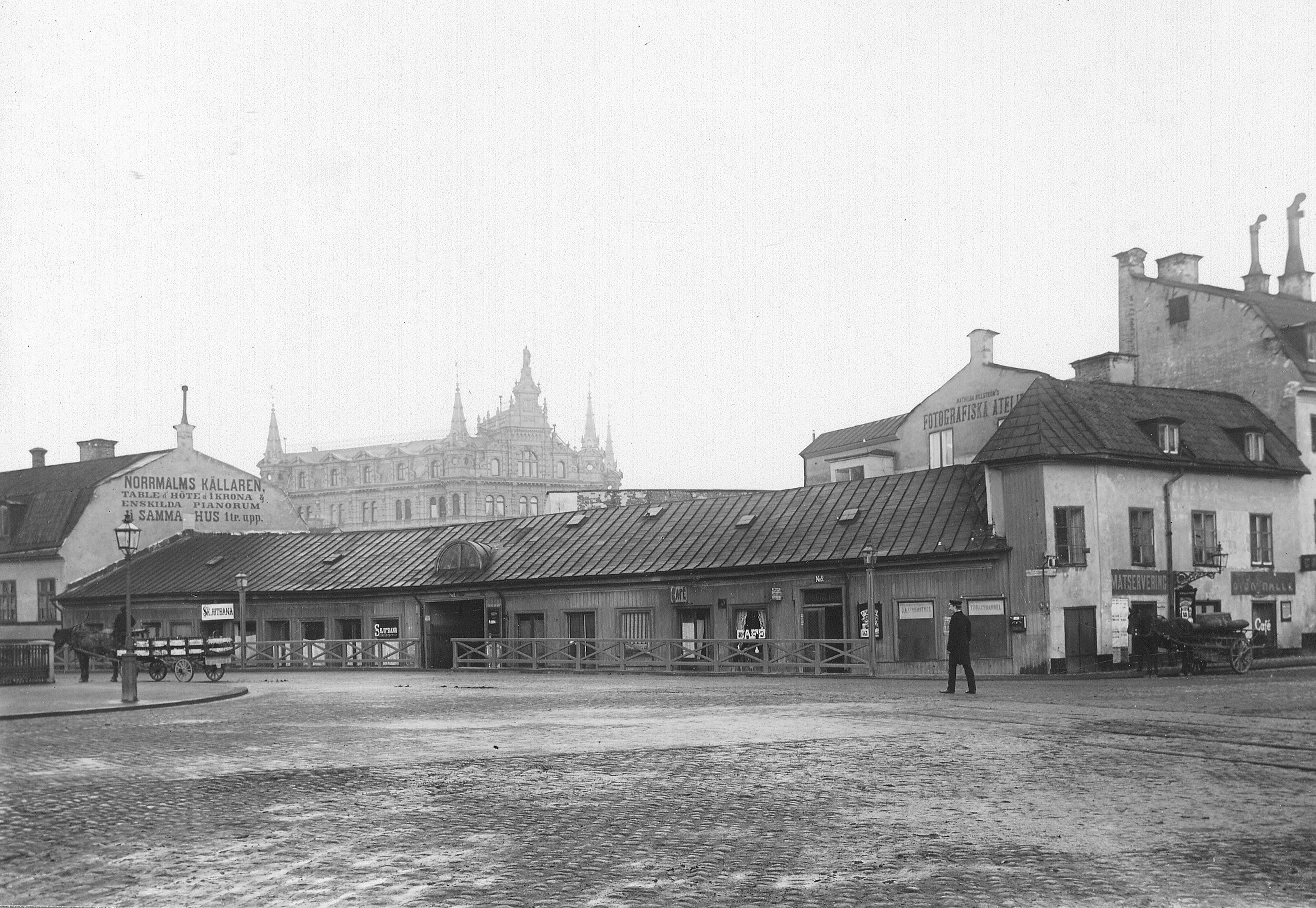
De Hammerska rucklen, Hamngatan 2-4, omkring 1890.
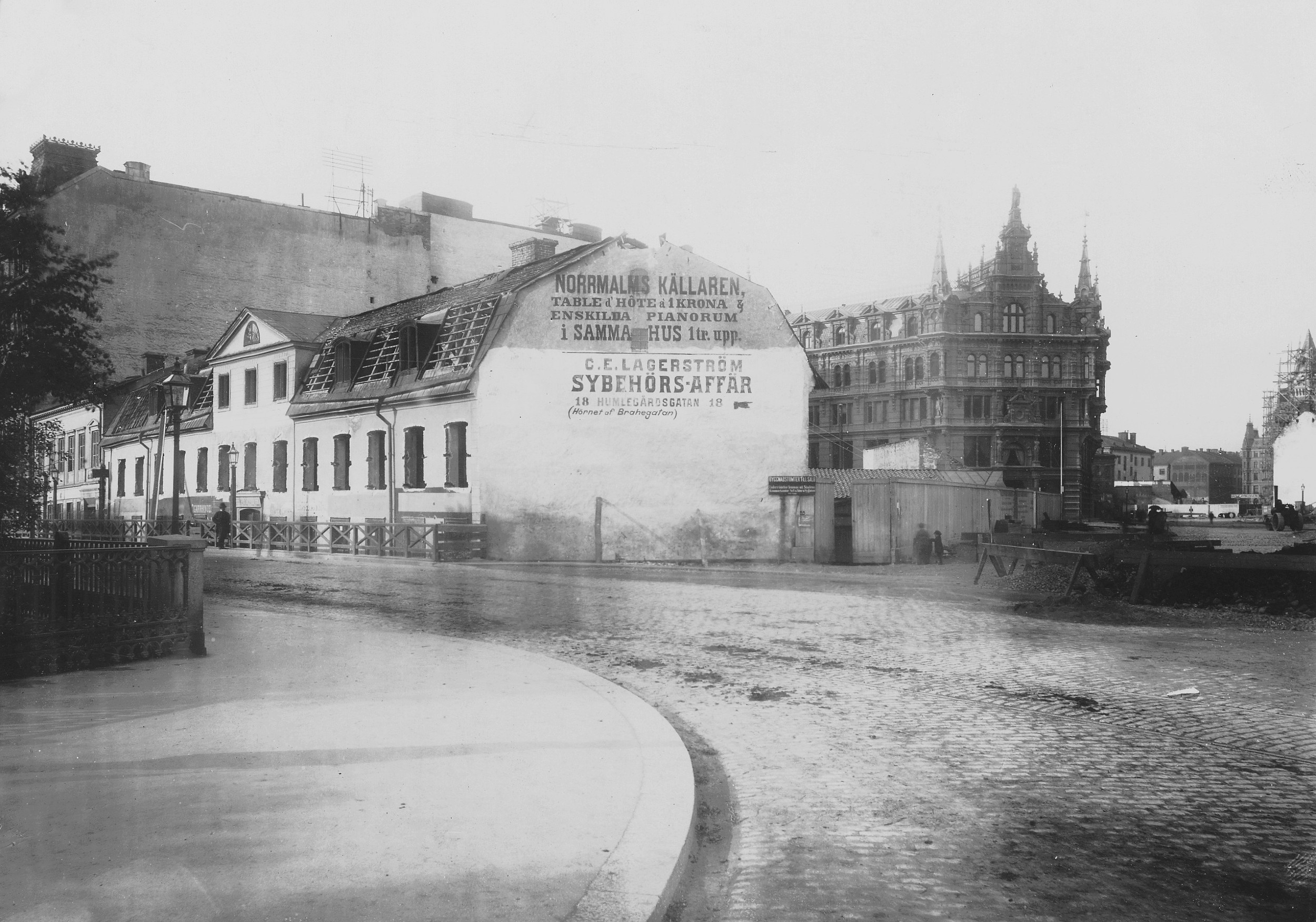
Hörnet Hamngatan / Birger Jarlsgatan 1, omkring 1893.
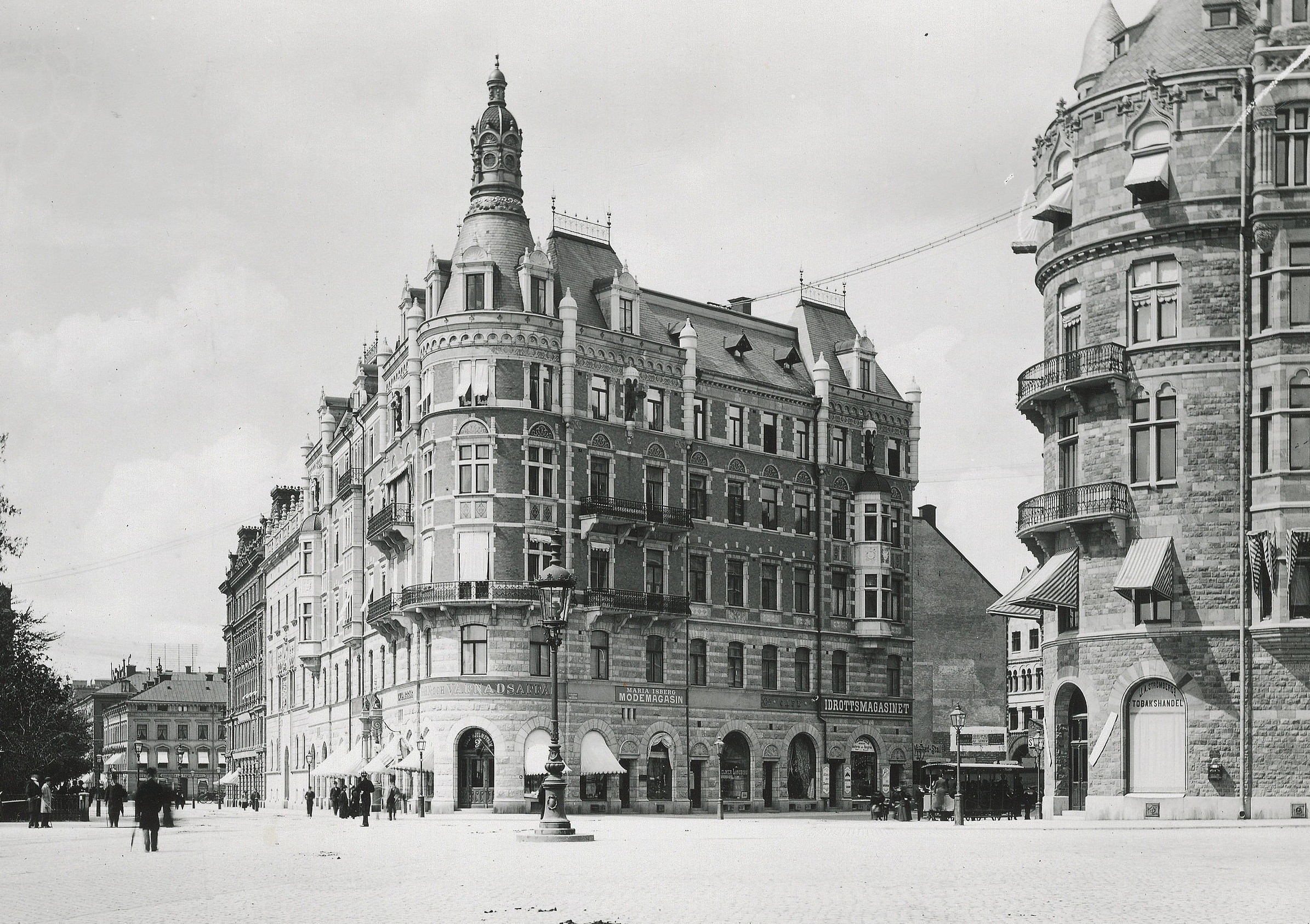
Hörnet Hamngatan / Birger Jarlsgatan 1, omkring 1898.
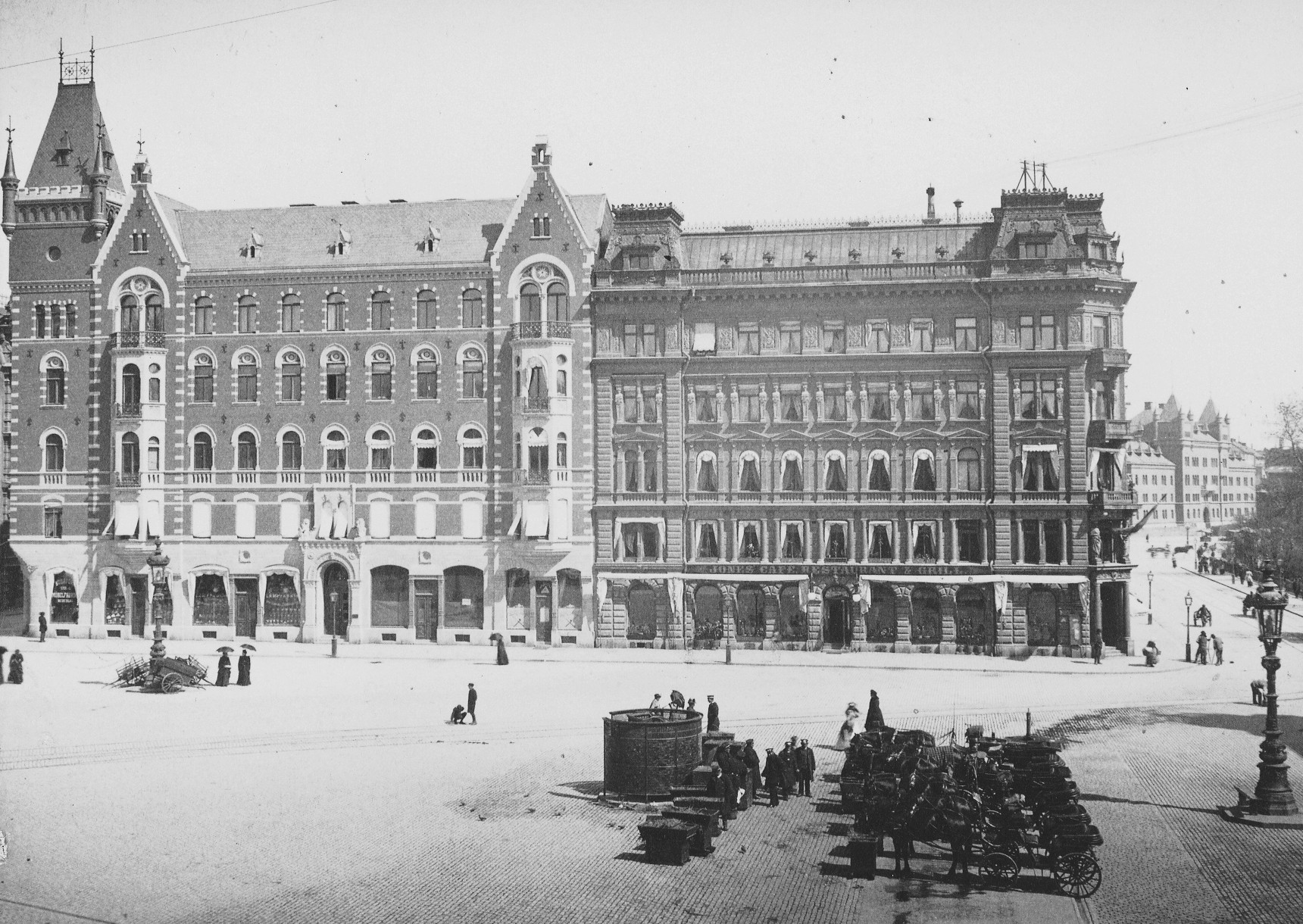
Norrmalmstorg 2–4, 1893.

## Kvarterets fastigheter

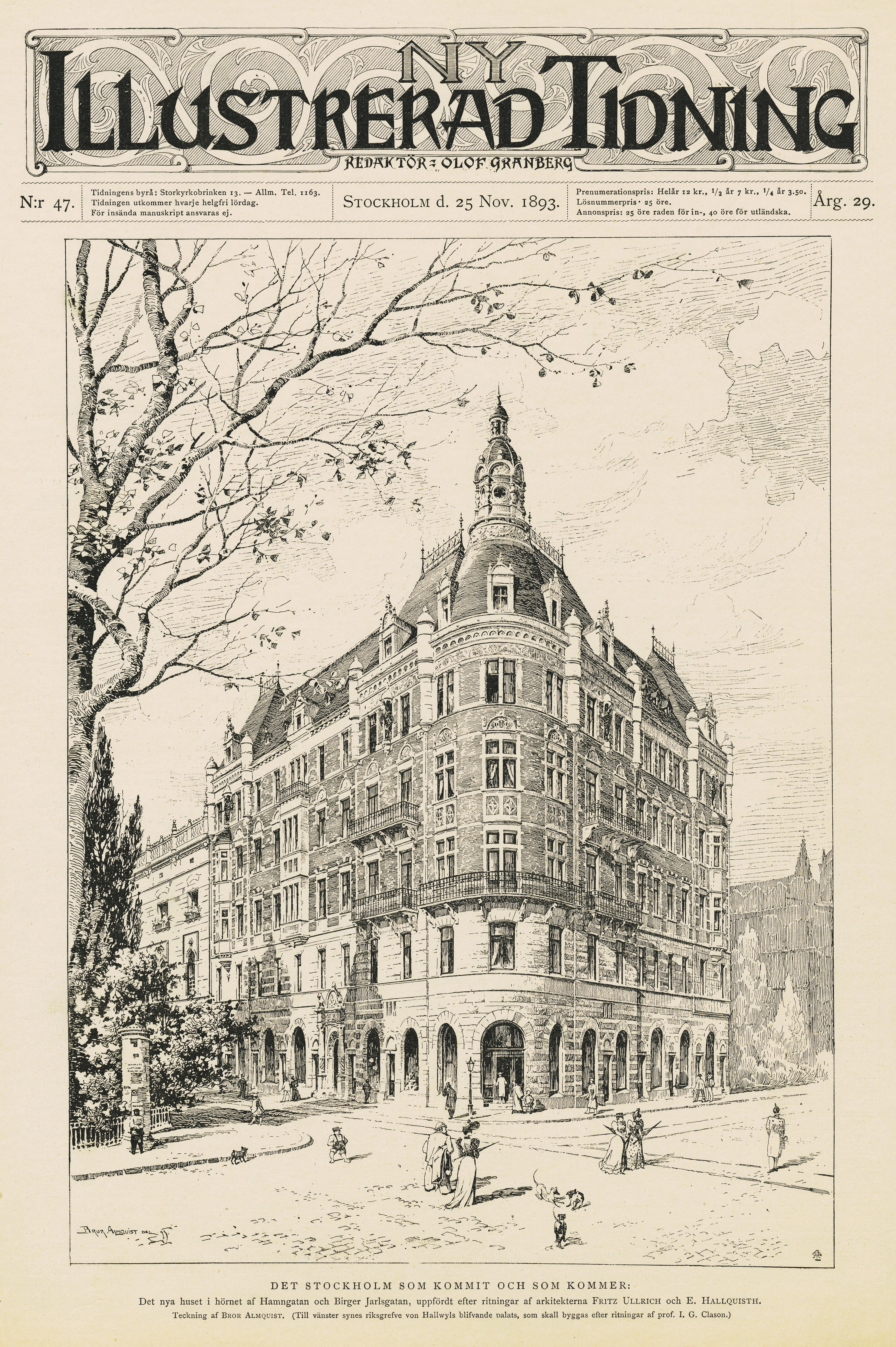
Skravelberget mindre 12 presenteras i Ny Illustrerad Tidning, 25 november 1893.

- Skravelberget mindre 9 (hus nr 2) (Norrmalmstorg 4 / Smålandsgatan 9): uppfört 1890-1892 efter ritningar av arkitekt Johan Laurentz. Byggherre var brukspatronen Johan August Bång som några år tidigare även lät bygga det Bångska palatset vid Stureplan.[4] Byggnaden är ett exempel på 1890-talets tegelgotik med detaljer i kalksten. Mellan 1897 och 1919 låg på hörnan Taverna degli artisti, även kallad Bellios taverna, en vinstugan med italiensk mat, musik och  specialimporterade viner som stuckatören Antonio Bellio drev tillsammans med hustrun Margherita. Det var Stockholms första italienska restaurang. Sedan 2010 inryms i byggnaden (tillsammans med grannhuset) Nobis Hotel. Grönmärkt av Stadsmuseet.

- Skravelberget mindre 9 (hus nr 1) (Norrmalmstorg 2 / Hamngatan 6): uppfört 1884-1886 efter ritningar av arkitekt Oscar Eriksson. Byggherre var grosshandlaren Isaak Hirsch. Mellan 1905 och 1917 hade Restaurant Metropol sina lokaler i bottenvåningen och 1 trappa upp. På 1920-talet ombyggdes huset för Svenska Lantmännens Bank efter Torben Gruts ritningar som även gav huset en ny fasad i 1920-talsklassicismens stil. På 1970-talet fanns Sveriges Kreditbank i huset där Norrmalmstorgsdramat ägde rum i augusti 1973. Fasaden smyckas sedan 1977 med Linderoths kalenderur. Tillsammans med grannhuset (se ovan) finns här sedan 2010 Nobis Hotel.[5]

- Skravelberget mindre 11 (Hamngatan 4), även kallat Hallwylska palatset: uppfört 1893-1898 efter ritningar av arkitekt Isak Gustaf Clason. Beställare var Walther och Wilhelmina von Hallwyl som skulle ha sitt privatpalats här och blev ett av Stockholms sista i sitt slag. Arkitekten inspirerades av spansk och venetiansk 1500-talsarkitektur. Fasadmaterialet består av röd Gävlesandsten och Vätögranit i en intressant blandning. Fastigheten testamenterades 1908 till Stockholms stad för att bevaras i orört skick. Det skänktes efter Wilhelmina von Hallwyl död 1930 till svenska staten för att bli museum vilket öppnade 1938. Fastigheten är skyddad som byggnadsminne sedan 2015.[6] Blåmärkt av Stadsmuseet.

- Skravelberget mindre 12 (Birger Jarlsgatan 1, Hamngatan 2): uppfört 1892-1893 efter ritningar av arkitektkontoret Ullrich & Hallquisth.[7] 1895 var ägare Svenska Lifförsäkringsbolaget och 1917 försäkringsbolaget Fylgia som båda sedermera uppgick i Trygg-Hansa. I bottenvåningen hade restaurangen Bäckahästen sin verksamhet mellan 1920-talets mitt och fram till omkring 2002. Fastigheten ägas idag av Vasakronan (tillsammans med grannfastigheten Skravelberget mindre 13).[8] Blåmärkt av Stadsmuseet.

- Skravelberget mindre 13 (Birger Jarlsgatan 3-5 / Smålandsgatan 5): uppfört 1898-1900 efter ritningar av Ludwig Peterson och Erik Lallerstedt.[9] Bottenvåningen inreddes ursprungligen för butiker och våningsplanen 1-4 innehöll stora lägenheter som ganska snart kontoriserades. Bottenvåningen är klädd med röd skotsk kalksten. Fasaderna smyckades av flera burspråk och frontoner samt skulpturer utförda av Johan Axel Wetterlund och Christian Eriksson. Frontonerna och den översta våningens fasader dekorerades med al frescomålningar utförda av stuckatören Antonio Bellio.[8] Grönmärkt av Stadsmuseet.

- Skravelberget mindre 15 (Smålandsgatan 15), även kallat Konstnärshuset: uppfört 1897-1898 efter ritningar av arkitekt Ludvig Peterson. Byggherre var styrelsen för Svenska konstnärernas förening och byggmästare var Johan Sjöqvist. Fasadernas gestaltning påminner om venetiansk arkitektur. Materialet består av släthuggen portlandskalksten. En takbalustrad, balkonger och ett centralt placerat fönsterarrangemang med mosaiker ger fasaden dess karakteristiska utseende som har vissa likheter med det samtidigt byggda Hallwylska palatset. I huset ligger Konstnärsbaren som 1931 gestaltades av arkitekt Björn Hedvall, väggmålningar av Robert Högfeldt. Fastigheten är skyddad som byggnadsminne sedan 1999.[10] Blåmärkt av Stadsmuseet.

Nutida bilder
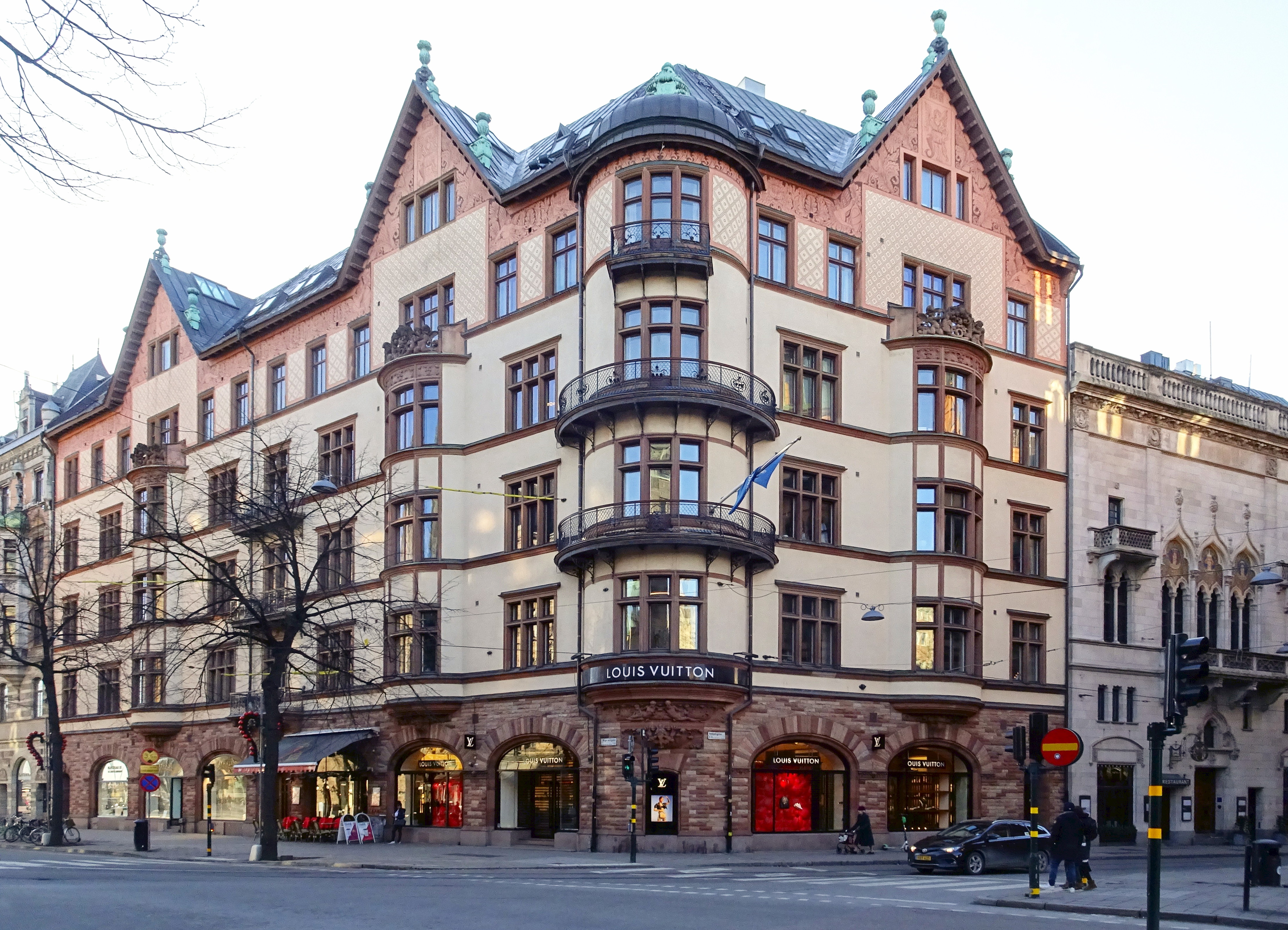
Skravelberget mindre 13.
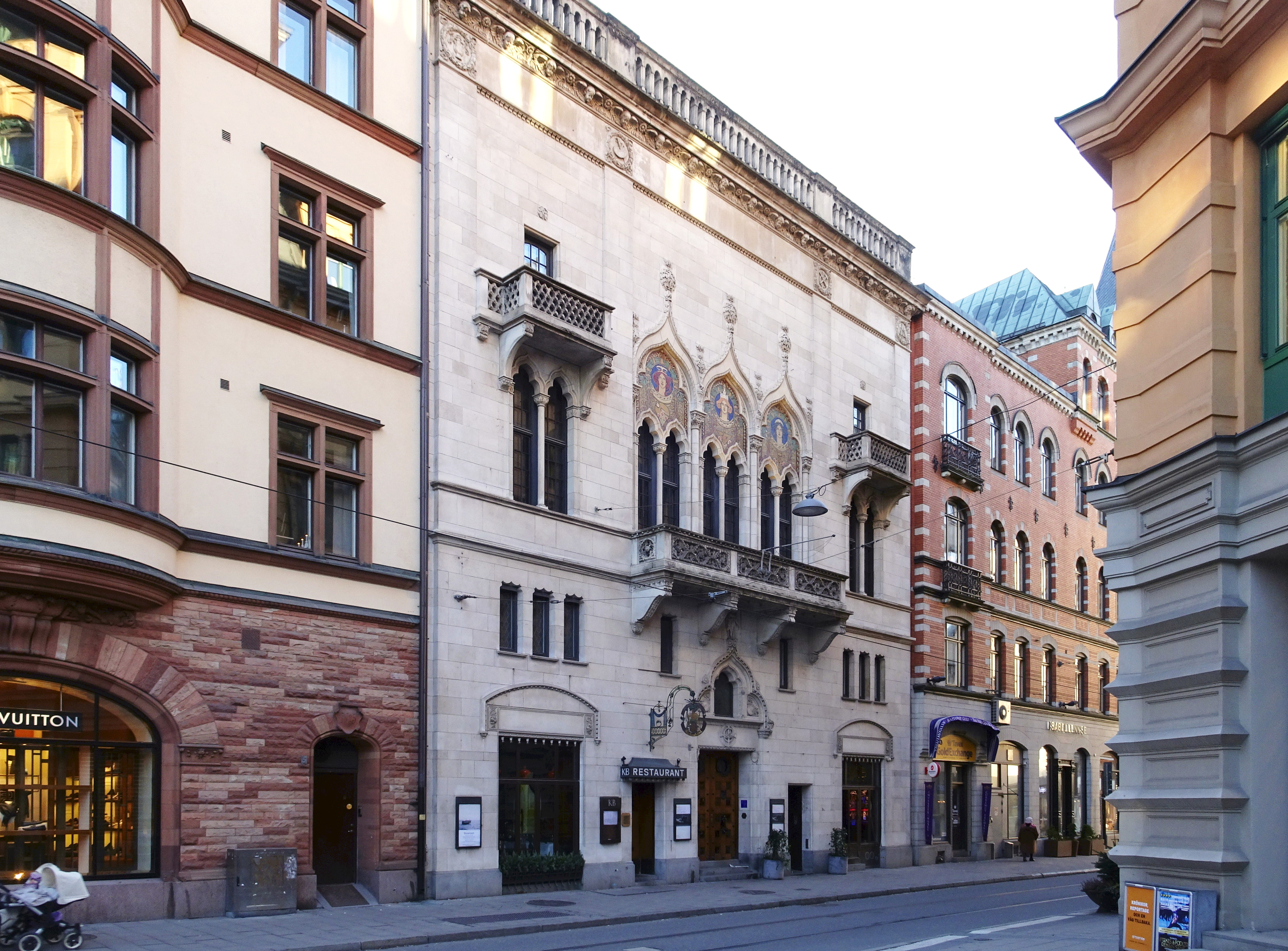
Skravelberget mindre 15, Konstnärshuset.
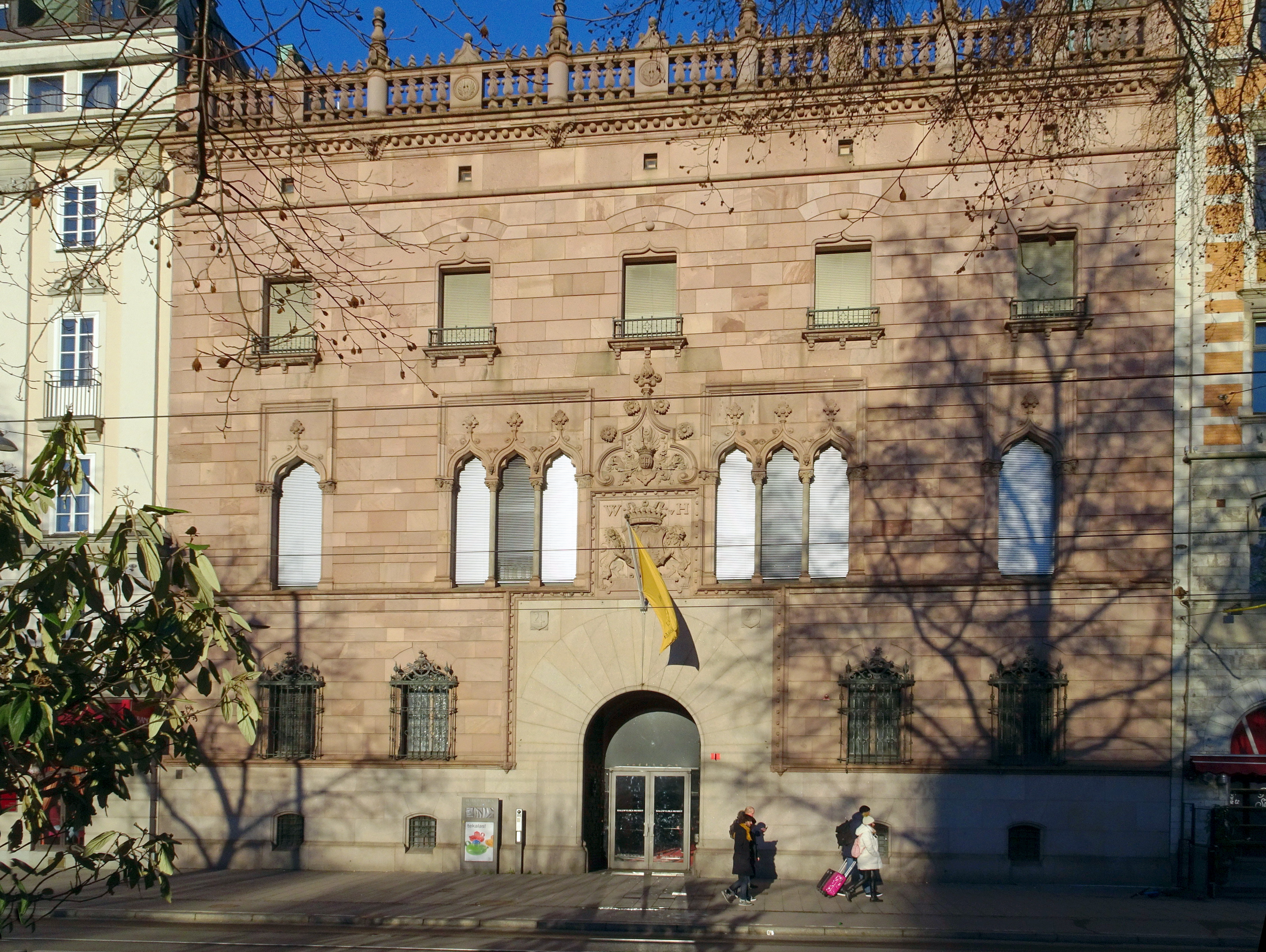
Skravelberget mindre 11, Hallwylska palatset.
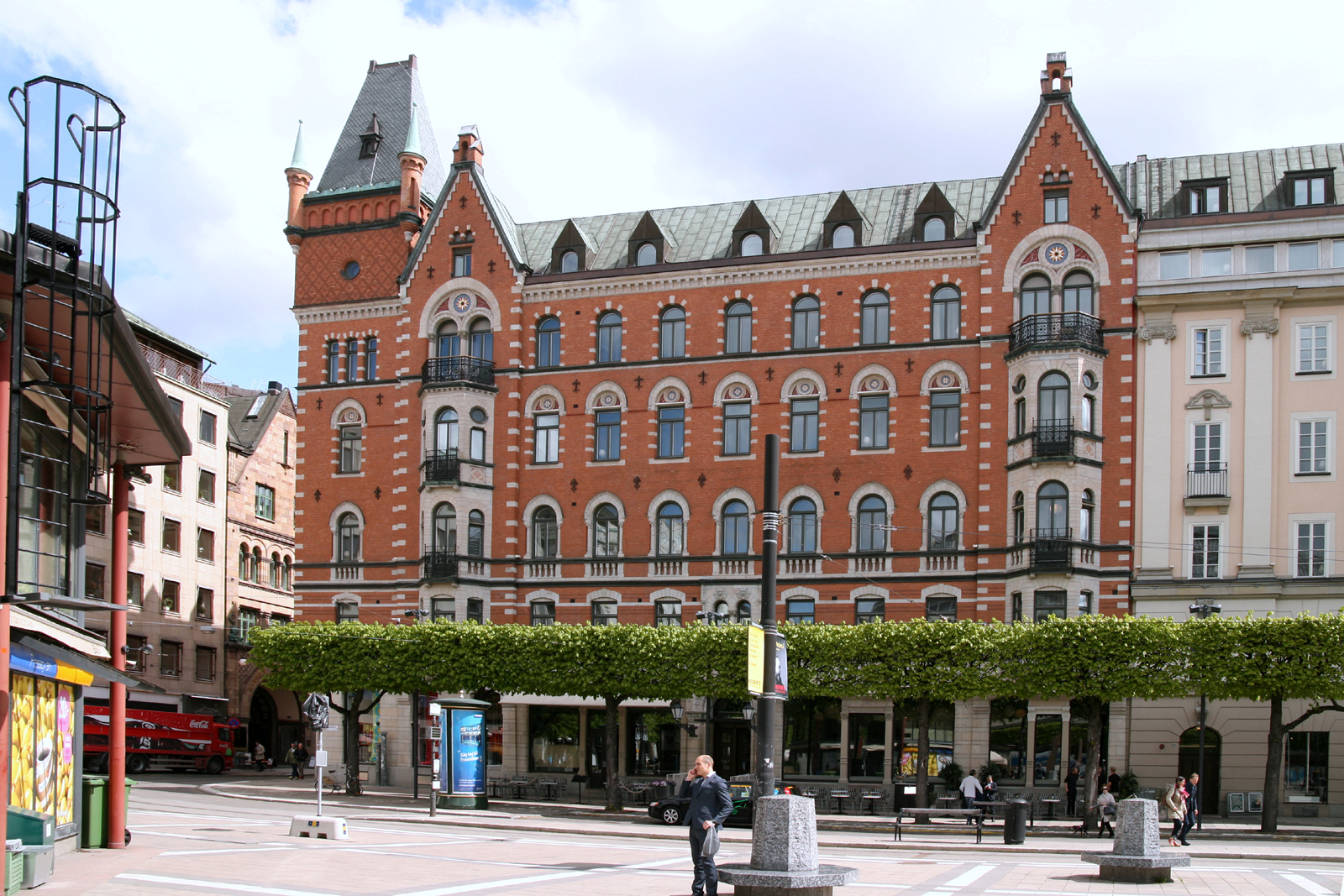
Skravelberget mindre 9 (hus nr 2).
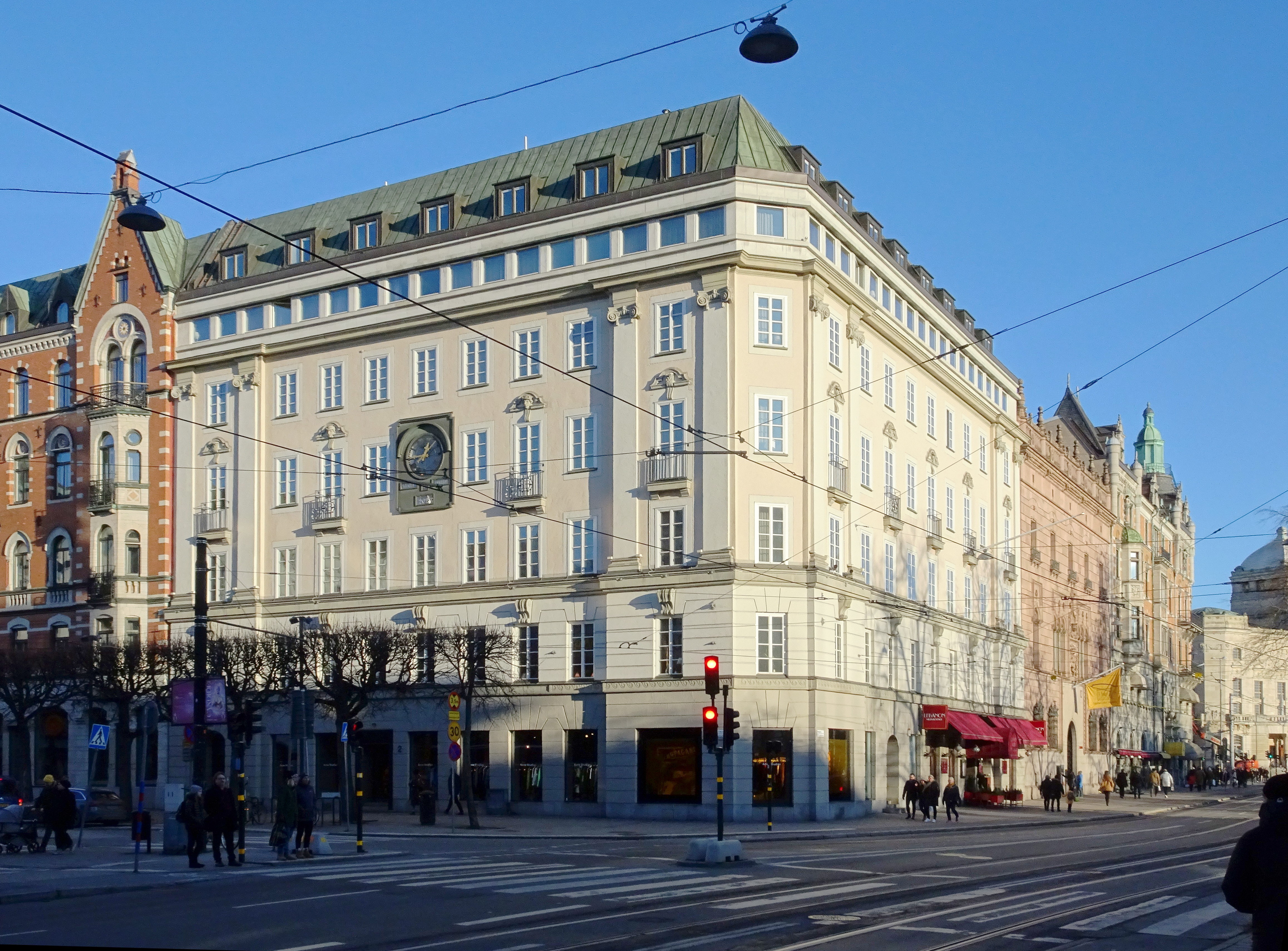
Skravelberget mindre 9 (hus nr 1).